# Governo scozzese
Il Governo scozzese (inglese: Scottish Government; gaelico scozzese: Riaghaltas na h-Alba scozzese: Scots Government) è il ramo esecutivo del sistema politico della Scozia. Il governo fu istituito nel 1999 con il nome di Esecutivo scozzese, come previsto dalla Sezione 44(1) dello Scotland Act del 1998, che creò un'amministrazione devoluta per la Scozia in linea con il risultato del referendum sulla devoluzione scozzese del 1997. Il governo consiste dei segretari di gabinetto, che partecipano alle riunioni del governo, e dai ministri, che invece non lo fanno. Il governo è guidato dal Primo ministro della Scozia, che sceglie i segretari di gabinetto e i ministri con l'approvazione del Parlamento, verso cui è responsabile.
Il nome Esecutivo scozzese è ancora l'attuale nome legale anche se nel 2007 il Partito Nazionale Scozzese, uscito vincitore dalle elezioni, decise di cambiare il nome in Governo scozzese, e questa nuova dizione è stata accettata da tutti ed è entrata nel linguaggio corrente.

## Responsabilità
Il governo scozzese è responsabile in Scozia per tutte le materie che non sono specificamente riservate al Parlamento del Regno Unito di Westminster, secondo quanto previsto dal Paragrafo 5 dello Scotland act del 1998. Le materie oggetto di devoluzione sono la salute, l'istruzione, la giustizia e la polizia, gli affari rurali, lo sviluppo economico ed i trasporti. Il governo scozzese ha anche responsabilità amministrativa per alcune materie dove non ha potere legislativo. Un esempio è costituito dalle sezioni 36 e 37 dell'Electricity act del 1989 che permette al governo scozzese di autorizzare le linee di trasmissione elettrica e di consentire all'installazione di impianti di generazione elettrica.
Il governo scozzese nell'anno finanziario 2013-2014 ebbe la responsabilità del budget annuale di più di 28 miliardi di sterline.
Il governo è guidato dal Primo Ministro; il Parlamento scozzese nomina uno dei suoi membri da eleggere a Primo Ministro, e la carica viene assegnata dal sovrano. Il Primo Ministro viene assistito dai diversi segretari di gabinetto che hanno ciascuno il proprio ministero, e che sono nominati dal Primo Ministro con l'approvazione del Parlamento. I ministri sono invece nominati per assistere i segretari di gabinetto nel loro lavoro. I legislatori scozzesi, il Lord avvocato ed il Procuratore generale di Scozia possono essere nominati scegliendo al di fuori dei deputati, ma sono soggetti alla loro approvazione. Essi sono sempre nominati dal sovrano su raccomandazione del Primo Ministro. Il Primo Ministro, i segretari di gabinetto e i legislatori scozzesi sono i membri del governo scozzese. Essi sono conosciuti collettivamente come i "ministri scozzesi".
I membri del governo hanno molta influenza sulla legislazione in Scozia, in quanto sono i promotori della maggioranza dei disegno di legge che alla fine diventano leggi del Parlamento scozzese.
Dal 2007, il governo scozzese è formato dal Partito Nazionale Scozzese, che è il maggiore partito al Parlamento, ma solo tra il 2011 ed il 2016 si è trattato di un governo di maggioranza dove il Partito disponeva effettivamente della maggioranza assoluta dei seggi. Alle elezioni parlamentari del 2011 il Partito nazionale Scozzese ha ottenuto la prima maggioranza assoluta dei seggi al Parlamento scozzese, persa poi nel 2016. Dal 2021 al 2024 vi è stato un accordo di coalizione tra SNP e Verdi, siglato dall'allora primo ministro Nicola Sturgeon.

## Primo Ministro
A capo del Governo scozzese c'è un Primo Ministro (First Minister of Scotland), leader del partito di maggioranza. Dal 1999 al 2007 a capo dell'Esecutivo ci sono sempre stati laburisti sostenuti da una coalizione laburista-liberaldemocratica. Nel maggio 2007 il Partito Nazionale Scozzese (SNP) vince per la prima volta le elezioni, dando vita ad un esecutivo monocolore (sorretto dalla maggioranza relativa e non assoluta del parlamento); nel maggio 2011 SNP si riconferma come principale partito, questa volta con la maggioranza assoluta del parlamento. La maggioranza assoluta viene persa con le elezioni del 2016, quando SNP si ferma a 63 seggi, conservando comunque il governo; dal 2021 il governo è in coalizione con i Verdi. L'attuale Primo ministro è John Swinney, che ha sostituito Humza Yousaf l'8 maggio 2024.

## Sede

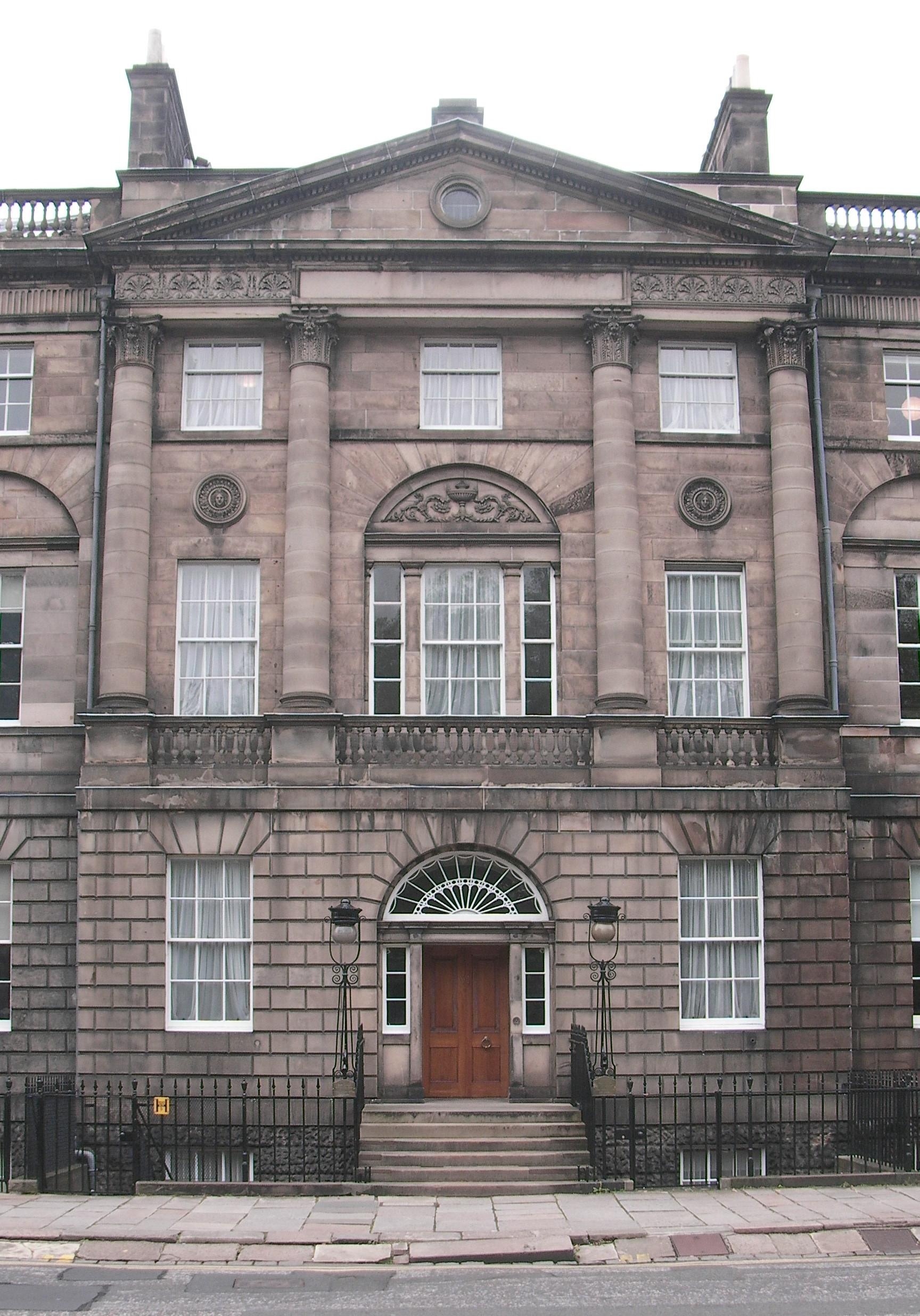
Bute House, residenza del First Minister

La sede principale del Governo scozzese è nella St. Andrew's House, sulla Calton Hill ad Edinburgh. Il gabinetto si riuniva a Bute House, residenza del First Minister, ma ora gli incontri si svolgono a St. Andrew's House.